# Oruza unipuncta
Oruza unipuncta là một loài bướm đêm trong họ Erebidae.